# Rue Władysław-Anders
La rue Władysław-Anders (en polonais : Ulica Władysława Andersa) est une voie de l'arrondissement de Śródmieście (centre-ville) à Varsovie.

## Situation et accès

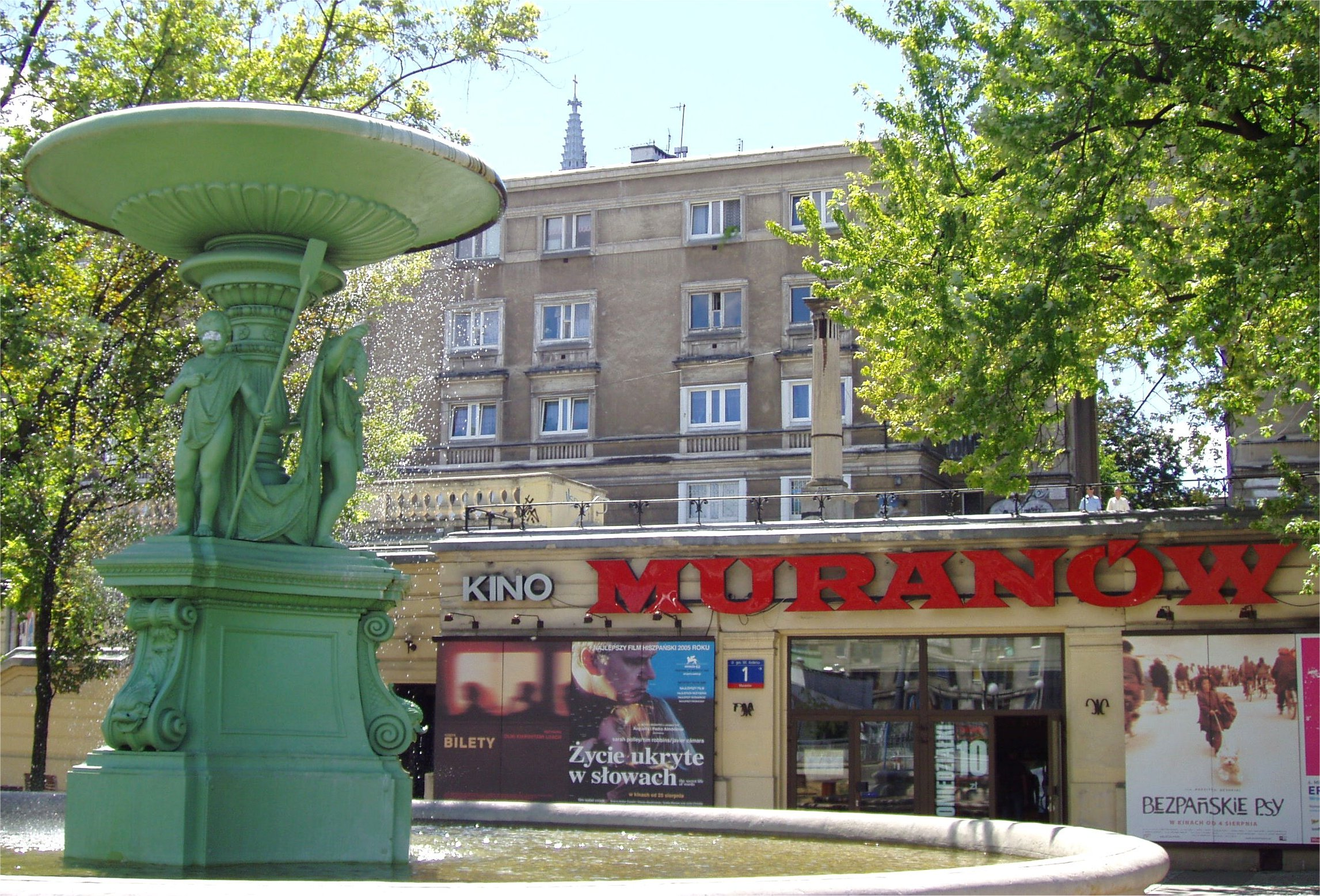
La fontaine du bataillon Wigry devant le cinéma Muranów, n° 1 rue Władysława Andersa.

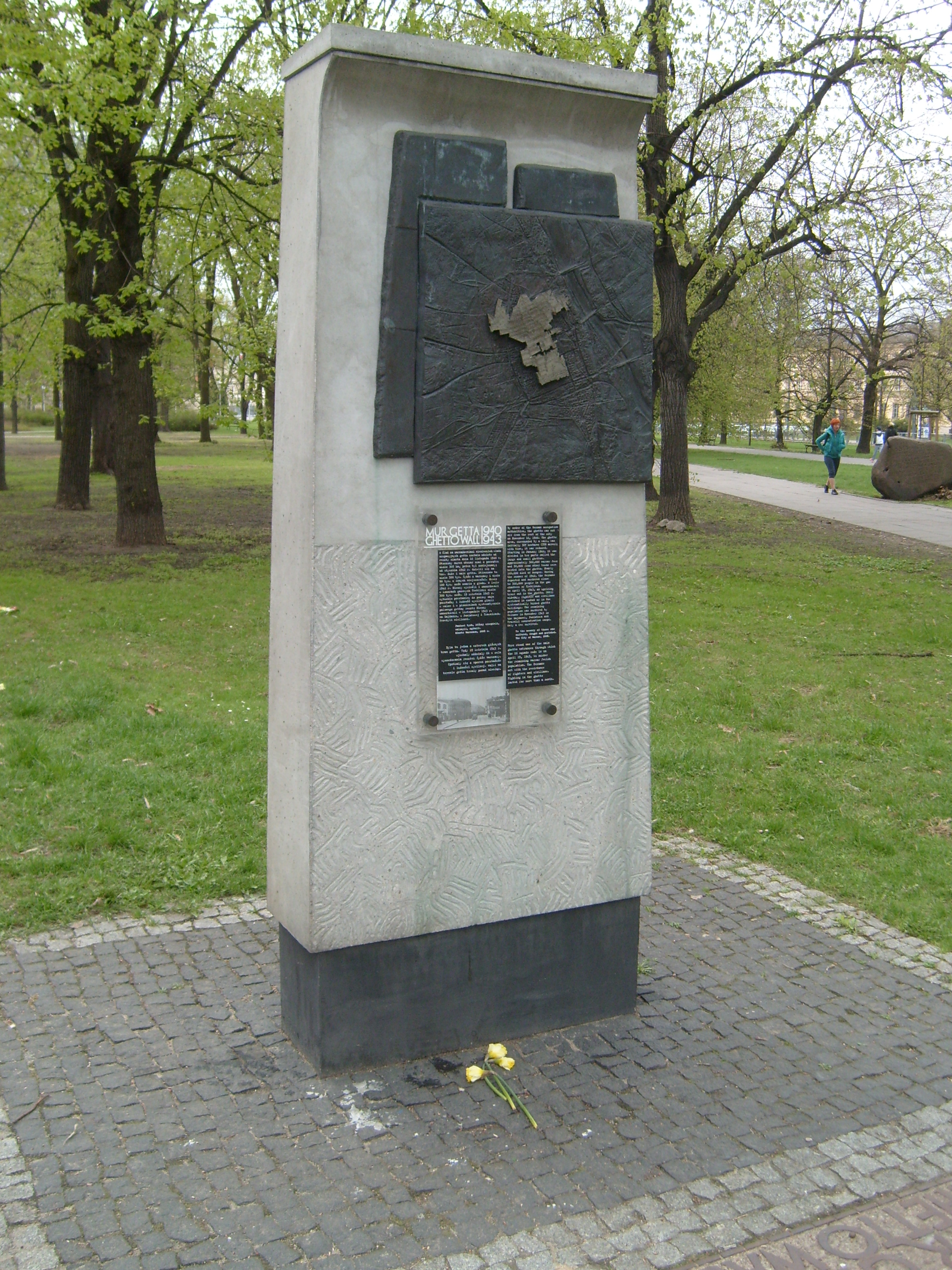
Mémorial du mur du ghetto de Varsovie, rue Władysława Andersa.

La « rue Władysław-Anders » traverse entièrement le quartier de Muranów (pl) et prolonge la rue Marszałkowska .
Elle ne possède qu'une seule voie sur toute sa longueur et longe la ligne de tramway. Sous la chaussée circule la ligne 1 du métro, entre les stations Ratusz Arsenał et Dworzec Gdański
Entre Aleja Solidarności et rue Mordechaja Anielewicza (pl), la rue traverse les squares du Bataillon Wigry et des victimes du stalinisme.

## Origine du nom
La rue honore le général Władysław Anders (1892-1970), commandant en chef de l'armée polonaise en Union soviétique.

## Historique

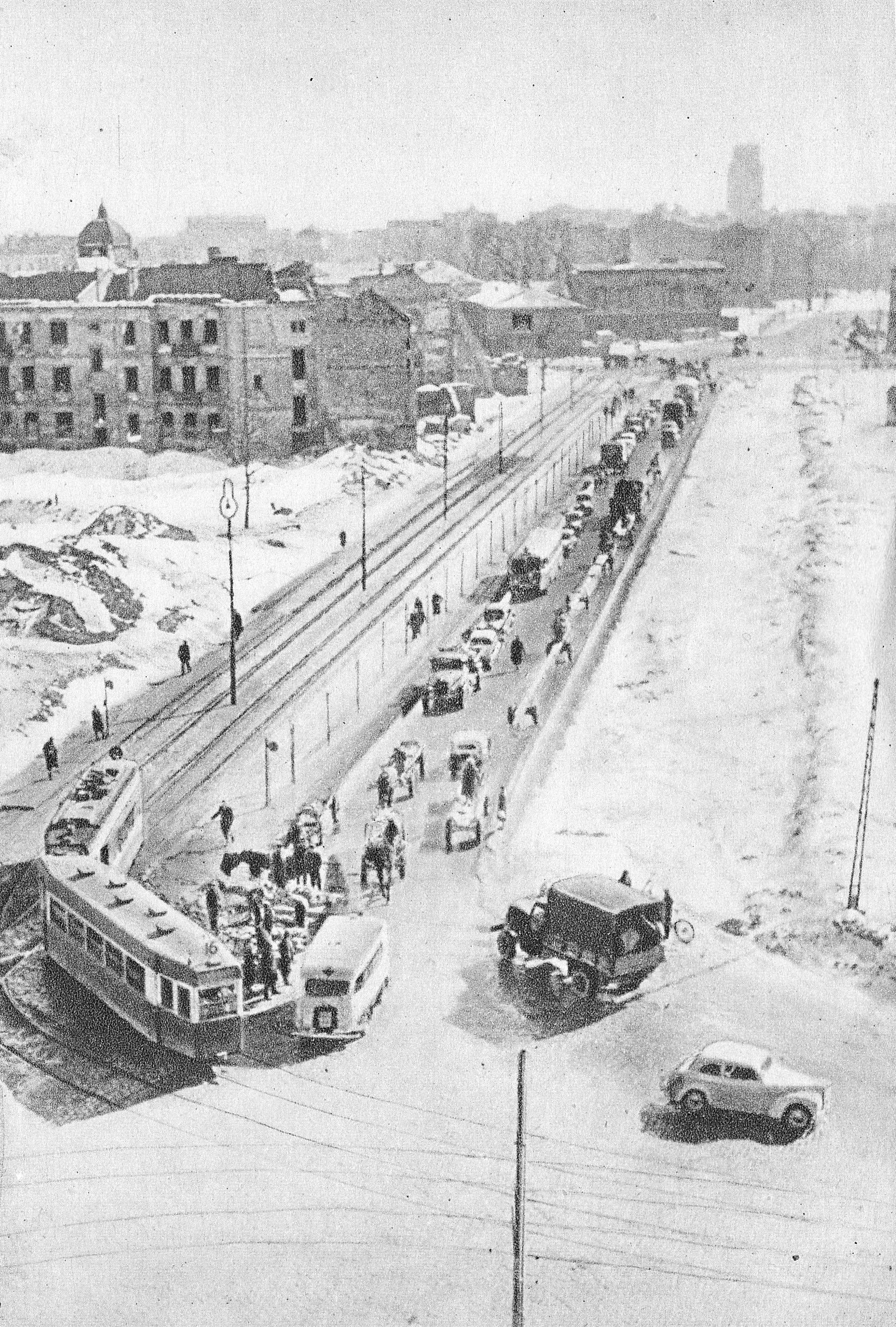
Les ruines de la rue Stawki, vers 1949.

La rue emprunte partiellement le tracé de l'ancienne Rue Nalewki (pl), complétement détruite lors de la Seconde Guerre mondiale.
La voie est construite en 1946-1947. Elle est mise en service le 15 novembre 1947. Elle reçoit d'abord le nom de « Ulicy Marcelego Nowotki », nom de l'activiste communiste et premier secrétaire du Parti ouvrier polonais Marceli Nowotko (pl).
Le 12 octobre 1963, entre les rues Nowolipki et Anielewicza (aujourd'hui la place des prisonniers politiques du stalinisme), le monument aux soldats de la 1re armée polonaise (pl), sculpté par Xawery Dunikowski, est dévoilé.
En novembre 1990, la rue est rebaptisée « rue Władysław-Anders ». En 1999, est inauguré le monument de la bataille de Monte Cassino (pl), conçu par Kazimierz Gustaw Zemła, ainsi qu'un obélisque à l'image du général Anders.

## Bâtiments remarquables et lieux de mémoire
- Arsenal royal de Varsovie et Musée archéologique national
- Station de métro Ratusz Arsenał
- Fontaine du bataillon Wigry (pl)
- Palais Mostowski
- Jardin Krasińskich (pl)
- Monument de la bataille de Monte Cassino (pl)
- Monument aux soldats de la 1re armée polonaise (pl)
- Mémorial du mur du ghetto (angle de la rue Świętojerska)
- Monument aux morts et assassinés à l'est (pl)
- Tour Intraco I (une des plus anciennes tours de bureaux de Varsovie, achevée en 1975, alors la plus haute construction de la ville après le Palais de la culture
- Tour North Gate (pl)
- Gare de Gdańsk
- Gdański Business Center (pl)
- Station de métro Dworzec Gdański

## Sources
- (pl) Cet article est partiellement ou en totalité issu de l’article de Wikipédia en polonais intitulé « Ulica gen. Władysława Andersa w Warszawie » (voir la liste des auteurs).